# Speranza Scappucci
Speranza Scappucci (Roma, 9 de abril de 1973) es una directora de orquesta y pianista italiana.

## Trayectoria
Hija de un periodista de Radio Vaticano y de una profesora de inglés del Liceo Ginnasio Statale Terenzio Mamiani. Scappucci comenzó a aprender a tocar el piano a los cinco años. A los diez, ingresó en el Conservatorio de Música Santa Cecilia de Roma, donde se especializó en piano y música de cámara. Se graduó en el Conservatorio en 1993. Continuó sus estudios musicales en Estados Unidos en la Juilliard School of Music, en el Programa de Acompañamiento de Juilliard. Allí, sus compañeros de estudios le pidieron ayuda con la pronunciación italiana, lo que dirigió su interés hacia el acompañamiento de ópera. En Juilliard obtuvo un certificado en piano en 1995 y un máster en interpretación musical en 1997.
Scappucci trabajó como répétiteur y pianista de ensayos para compañías de ópera como New York City Opera, Ópera lírica de Chicago y Ópera de Santa Fe, Music Academy of the West, Festival de Glyndebourne  (seis temporadas de verano), Metropolitan Opera House y la Ópera Estatal de Viena. También fue asistente de Riccardo Muti durante ocho años en el Festival de Salzburgo, incluyendo labores de clavecinista, además de entrenar cantantes y ensayar coros desde el piano. Considera a Muti como una de sus principales influencias y mentores. Su carrera se orientó hacia la dirección de orquesta en el transcurso de su trabajo como répétiteur, sin haber recibido instrucción académica formal en dirección de orquesta.
En 2012, debutó como directora de ópera en público con la Ópera de Yale en la Escuela de Música de Yale, con Così fan tutte, su primer compromiso público como directora de ópera y la primera mujer directora de una producción de la Ópera de Yale. Regresó a Juilliard para su debut en Nueva York como directora de ópera en noviembre de 2014. Debutó como directora de orquesta en la Ópera de Santa Fe en julio de 2015.
Fuera de Estados Unidos, Scappucci debutó en el Reino Unido como directora de ópera con la Scottish Opera en octubre de 2013. En la Ópera Estatal de Viena, Scappucci fue la cuarta mujer directora de orquesta de la historia y la primera italiana, en dirigir una producción en la Ópera Estatal de Viena, en su debut como directora en noviembre de 2016. En febrero de 2017, fue la primera mujer en dirigir la orquesta en el Baile anual de la Ópera de Viena, como sustituta de emergencia de Semyon Bychkov que se encontraba indispuesto.
En marzo de 2017, hizo su primera aparición con la Opéra Real de Valonia. Basándose en su trabajo en esta producción, en abril de 2017, la Ópera Real de Valonia la nombró su nueva directora principal y directora musical, con efecto a partir de la temporada 2017-2018. Este nombramiento supuso su primera dirección principal al ser la primera mujer directora de orquesta en ocupar este puesto, al frente del que estuvo hasta el final de la temporada 2021-2022. 
El 18 de enero de 2022, dirigió la primera noche de la nueva producción de La Scala de Capuletos y Montescos de Bellini, siendo la primera directora italiana en dirigir una producción en La Scala.
Scappucci realizó su primera grabación comercial para Warner Classics, de arias de Mozart con la soprano Marina Rebeka.